# 엑스칼리버

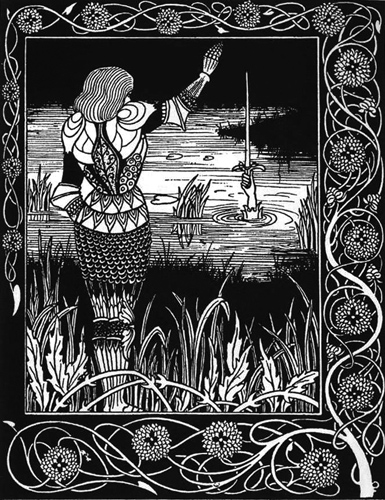
엑스칼리버를 호수에 집어던지는 베디비어 경

엑스칼리버(Excalibur)는 6세기 영국에서 활약했다는 영웅 아서왕의 전설에 등장하는 성검(聖劍)이다. 이 검은 아서왕 이야기 속에서 중요한 위치를 차지하고 있으며, 그 덕분에 그 이름은 전 세계에 널리 알려져 수많은 일화와 함께 중세 영웅 전설의 대표적인 존재라는 지위를 차지했다. 그리하여 수많은 판타지 소설에서는 물론, 게임이나 만화, 애니메이션, 영화 등에서 모티브로 등장한다.

## 개요
웨일스 전설에 의하면, 엑스칼리버는 아서가 왕이 되었을 때 호수의 요정으로부터 받았다고 한다. 오래전에 캔터베리 대성당의 바위에서 뽑은 검이 전투 도중에 부러지자 아서왕은 마법사 멀린에게 새 검을 구해달라고 요청한다. 멀린이 아서왕을 어느 호숫가로 데려가자 호수에서 하얀 비단 천으로 감긴 요정의 팔 하나가 수면 위로 올라왔는데 그 손에는 아름다운 검이 쥐어져 있었다. 아서왕은 작은 배를 타고 요정의 팔이 있는 쪽으로 다가가자 호수의 요정은 쥐고 있던 칼자루를 아서왕에게 건네준 후 조용히 호수 속으로 가라앉았다. 아서왕은 그렇게 명검 엑스칼리버를 손에 넣게 된다.
엑스칼리버는 검 자체도 명검이지만, 칼집은 검보다 더욱 큰 마력을 지니고 있었다. 이 칼집의 주인은 어떤 공격을 받아도 상처가 금세 치유되어 이것을 소지하는 사람은 곧 불사신이나 다름없었다. 어느 날 마법사 멀린은 아서왕에게 검과 칼집 중 어느 것이 더 마음에 드냐고 물었다. 이에 아서왕은 당연히 검이라고 대답하였는데, 멀린은 칼집은 검의 몇 배나 되는 가치를 지니고 있다며 어리석은 선택을 했다고 하였다. 멀린은 적을 베는 검보다는 몸을 지키는 칼집이 더 중요하다고 아서왕에게 가르친 것이다. 즉 아서왕에게 엑스칼리버가 주어진 것은 나라를 지키고 평화를 추구하는 왕이 되라는 이유에서였지, 적과 싸우라는 이유가 아니었다는 것이다.
어쨌든 이러한 명검을 얻은 아서왕은 매번 전투에서 승리를 거두어 천하무적의 전사가 되었다고 한다. 다만 아서왕은 왕국을 통일하는 전투와 로마 제국의 도전을 받았을 때에만 엑스칼리버를 휘둘렀다.
아서왕은 엑스칼리버의 힘을 빌려 영국을 통일하고 게르만족을 바다 너머로 쫓아냈으며, 나아가 로마 황제를 자칭하는 침략자를 물리쳤다. 그리고 수십 년 동안 평화가 지속되자 자연스레 엑스칼리버를 뽑지 않게 되었다. 하지만 말년에 원탁의 기사 중 한 사람인 랜슬롯 경과 왕비 귀네비어의 밀애와 아서왕의 누이인 모건 르 페이라는 마녀의 음모로 왕국은 위기에 빠지게 된다.
모건이 마법의 힘을 빌어 아서왕과의 사이에서 낳은 사생아인 모드레드가 아서왕에게 반기를 들어 왕국이 내란 상태에 빠져 들게 되었고, 모드레드와 아서왕은 서로에게 치명상을 입혔으며 쌍방의 기사 중에 생존자는 몇 명되지 않았다.
치명상을 입은 아서왕은 싸움에서 살아남은 기사 중 한 사람인 베디비어 경에게 엑스칼리버를 호수에 던져넣으라고 명령했다. 하지만 베디비어 경은 그 검을 차마 버리지 못하여 검을 몰래 감추어놓고 아서 곁으로 돌아갔다.
아서는 돌아온 베디비어 경에게 검을 던졌을 때의 광경을 묻자 베디비어 경이 아무 일도 없었다고 대답했다. 호수에 검을 던지면 어떤 일이 일어날지를 알고 있었던 아서는 그를 거짓말쟁이라며 꾸짖었다.
베디비어 경은 할 수 없이 다시 엑스칼리버를 들고 호수로 가서 던져버렸다. 그러자 수면에서 요정의 손이 나와 떨어지는 엑스칼리버를 받아들고 천천히 3번을 휘두르더니 다시 호수 속으로 가라앉아버렸다.
베디비어 경은 아서왕에게 그 광경을 전하려고 다시 돌아왔다. 하지만 아서왕은 이미 아발론으로 떠나고 없었다. 이후 영국은 한동안 내전 상태에 돌입하게 되면서 색슨족과 게르만족에 의해 켈트족은 차츰 세력에서 밀려나기 시작했다. 켈트족의 민간 전설에 따르면, 그들이 절실히 원할 때 아서왕이 다시 엑스칼리버를 들고 아발론에서 돌아올 것이라고 한다.